# عمر فروخ
عُمَر فَرّوخ (۱۹۰۶-۱۹۸۷) ادیب، تاریخ‌پژوه، دانش‌آموخته دکترای فلسفه، استاد زبان عربی و مترجم لبنانی بود. مشهورترین اثر وی تاریخ ادبیات عربی در هشت جلد است.

## آثار
- «عقاید فلسفی ابو العلا، فیلسوف معره»: حسین خدیوجم آن را به فارسی ترجمه کرد.[۲][۳]
- تاریخ مصوّر اسلام: به فارسی ترجمه شده.[۴]
- الأسرة فی الشرع الإسلامی. المکتبة العصریة- الدار النموذجیة
- التبشیر والاستعمار. المکتبة العصریة- الدار النموذجیة
- الثقافة الإسلامیة. المکتبة العصریة- الدار النموذجیة
- العرب والإسلام فی الحوض الشرقی من البحر الأبیض المتوسط. دارالکتاب العربی للطباعة والنشر والتوزیع
- العرب والإسلام فی الحوض الغربی من البحر الأبیض المتوسط. دارالکتاب العربی للطباعة والنشر والتوزیع.
- العقل الصَراطی فی الفلسفة والأیدیولوجیا والمدنیات: دراسة بالخزعة للإنجاز والصراع فی الحالة اللبنانیة. مع علی زیعور. دارالنهضة العربیة. ۲۰۰۷.
- المنهاج الجدید فی الفلسفة العربیة. دارالعلم للملایین. ۱۹۸۲.
- بحوث ومقارنات فی تاریخ العلم وتاریخ الفلسفة فی الإسلام. دارالطلیعة. ۱۹۸۶.
- تاریخ الأدب العربی
- عبقریة العرب فی العلم والفلسفة. المکتبة العصریة- الدار النموذجیة،
- غبار السنین. دارالأندلس للطباعة والنشر والتوزیع. ۱۹۸۵.